# ROH Pure Championship
Le ROH Pure Championship est un titre de catch nord-américain de la fédération Ring of Honor.

## Noms
| Noms                        | Années                    |
| --------------------------- | ------------------------- |
| Pure Wrestling Championship | février 2004 – avril 2004 |
| ROH Pure Championship       | avril 2004 –présent       |

## Règles Pure Wrestling
Les Matchs pour le ROH Pure Championship sont soumis aux règles Pure Wrestling. Il y en a trois :
1. Chaque catcheur a un quota de trois 'cassé de corde' pour stopper une prise de soumission ou un tombé. Une fois ce quota épuisé, les prises de soumission et les tombés effectués par l'adversaire sous ou avec les cordes sont considérés comme légal.
2. Les coups portés au visage la main fermée sont interdits, seuls les coups portés la main ouverte sont autorisés. Les coups la main fermée portés aux autres parties du corps (hormis les coups bas) sont autorisés. À la première utilisation, le catcheur est averti, à la seconde, il est pénalisé d'un 'cassé de corde'. S'il n'a plus de 'cassé de corde, il est disqualifié.
3. Un catcheur est soumis par l'arbitre à un décompte à l'extérieur de vingt lorsqu'il descend du ring.

Même si ce n'est pas une règle, contrairement aux autres championnats, le ROH Pure Championship peut changer de main en cas de disqualification ou de décompte à l'extérieur.

## Histoire

### Création
Le titre était initialement nommé Pure Wrestling Championship. A.J. Styles est devenu le premier champion, en battant CM Punk en finale d'un 8 man, one night tournament. Le tournoi s'est déroulé à Second Anniversary Show et comprenait également John Walters, Chris Sabin, Doug Williams, Matt Striker, Josh Daniels et Jimmy Rave.
Le ROH Pure Championship a été créé après qu'A.J. Styles fut obligé de rendre vacant le titre Pure Wrestling à la suite de la controverse Rob Feinstein qui a vu la Total Nonstop Action Wrestling retirer ses catcheurs de tous les spectacles de ROH, A.J. Styles y compris.
Doug Williams remporte le ROH Pure Championship vacant après avoir battu Alex Shelley en finale d'un One Night Tournament à Reborn: Completion.

### Unification
Le 29 avril 2006, à Weekend of Champions: Night Two, il y a eu le premier title vs. title match à la ROH avec Bryan Danielson en tant que ROH World Champion et  Nigel McGuinness en tant que ROH Pure Champion. Le match s'est déroulé avec les règles du ROH Pure Championship, mais les deux titres étaient en jeu. Nigel McGuinness remporta le match par décompte à l'extérieur, mais seul le titre ROH Pure pouvait changer de main par décompte à l’extérieur, il n'a par conséquent pas remporté le ROH World Championship.
Les deux catcheurs se sont à nouveau affronté le 12 août 2006 à Liverpool, en Angleterre, Danielson remporta le match face à McGuinness et unifia le ROH Pure Championship avec le ROH World Championship. Danielson et McGuinness effectuèrent un match revanche pour le ROH World Championship plus tard dans la soirée, sans succès. Après ce match, Danielson annonça que le ROH Pure Championship était officiellement retiré, et donna la ceinture en cadeau à Nigel McGuinness.

### Renaissance
Le 30 janvier 2020, près de 14 ans après sa désactivation, la Ring of Honor annonce le retour du ROH Pure Championship. Le nouveau champion sera couronné au cours d'un tournoi à 16 participants . Après que la ROH ait pris une pause de cinq mois en raison de la pandémie de coronavirus, le tournoi fut mis en place au mois d'août et Jonathan Gresham le remporta devenant le nouveau champion

## Historique des règnes
| #  | Champion          | Fois | Date              | Jours     | Lieu                       | Évènement | Notes | Réf.   |  |
| -- | ----------------- | ---- | ----------------- | --------- | -------------------------- | --- | --- | ------ |  |
| 1. | A.J. Styles       | 1    | 14 février 2004   | 69        | Philadelphie, Pennsylvanie | A battu CM Punk dans la finale du tournoi pour devenir le premier Pure Wrestling Champion à Second Anniversary Show,.                                                           | |        |  |
| _  | Titre vacant      | _    | 23 avril 2004     | _         | _                          | Le titre est rendu vacant après qu'A.J. Styles a été interdit d’apparaître dans les shows de la ROH par la Total Nonstop Action Wrestling suivant la controverse Rob Feinstein. | |        |  |
| 2. | Doug Williams     | 1    | 17 juillet 2004   | 42        | Elizabeth, New Jersey      | A battu Alex Shelley dans la finale du tournoi pour devenir le nouveau ROH Pure Champion à Reborn: Completion,.                                                                 | |        |  |
| 3. | John Walters      | 1    | 28 août 2004      | 189       | Elizabeth, New Jersey      | Remporte le titre à Scramble Cage Melee,. | |        |  |
| 4. | Jay Lethal        | 1    | 5 mars 2005       | 63        | Philadelphia, Pennsylvania | Remporte le titre à Trios Tournament 2005,. | |        |  |
| 5. | Samoa Joe         | 1    | 7 mai 2005        | 112       | New York                   | Remporte le titre à Manhattan Mayhem,. | |        |  |
| 6. | Nigel McGuinness  | 1    | 27 août 2005      | 350       | Buffalo, New York          | Remporte le titre à Dragon Gate Invasion,. | |        |  |
| 7. | Bryan Danielson   | 1    | 12 août 2006      | 0         | Liverpool, Angleterre      | Bryan Danielson unifie le titre avec le ROH World Championship à Glory by Honor IV le 12 août 2006 en battant Nigel McGuinness à Liverpool, en Angleterre,.                     | |        |  |
| -  | unifié            | -    | 12 août 2006      | -         | Liverpool, Angleterre      | Le titre est unifié avec le ROH World Championship. | |        |  |
| 8  | Jonathan Gresham  | 1    | 23 août 2020      | 317       | Baltimore, Maryland        | Bat Tracy Williams en finale d'un tournoi pour couronner le nouveau champion.                                                                                                   | |        |  |
| 9  | Josh Woods        | 1    | 12 septembre 2021 | 201       | Philadelphie, Pennsylvanie | . | |        |  |
| 10 | Wheeler Yuta      | 1    | 1er avril 2022    | 159 jours | Garland (Texas)            | Supercard of Honor | En battant Josh Woods. Il remporte le titre pour la première fois de sa carrière.                                                               | [ 8 ]  |  |
| 11 | Daniel Garcia     | 1    | 7 septembre 2022  | 94 jours  | Buffalo (New York)         | Dynamite | En battant Wheeler Yuta. Il remporte le titre pour la première fois de sa carrière.                                                             | [ 9 ]  |  |
| 12 | Wheeler Yuta      | 2    | 10 décembre 2022  | 111 jours | Arlington (Texas)          | Final Battle | En prenant sa revanche sur Daniel Garcia. Il devient le premier catcheur à gagner deux fois la ceinture.                                        | [ 10 ] |  |
| 13 | Katsuyori Shibata | 1    | 31 mars 2023      | 239 jours | Los Angeles (Californie)   | Supercard of Honor | En battant Wheeler Yuta. Il remporte le titre pour la première fois de sa carrière.                                                             | [ 11 ] |  |
| 14 | Wheeler Yuta      | 3    | 25 novembre 2023  | 244 jours | Pittsburgh (Pennsylvanie)  | Rampage | En prenant sa revanche sur Katsuyori Shibata. Il devient le premier catcheur à gagner trois fois la ceinture et au plus grand nombre de règnes. | [ 12 ] |  |
| 15 | Lee Moriarty      | 1    | 26 juillet 2024   | 231+      | Arlington (Texas)          | Death Before Dishonor | En battant Wheeler Yuta. Il remporte le titre pour la première fois de sa carrière.                                                             | [ 13 ] |  |

## Règnes combinés
Au 14 mars 2025
| Rang | Catcheur          | Règne | Jours combinés |
| ---- | ----------------- | ----- | -------------- |
| 1.   | Nigel McGuinness  | 1     | 350            |
| 2.   | Jonathan Gresham  | 1     | 317            |
| 3.   | Josh Woods        | 1     | 201 jours      |
| 4.   | John Walters      | 1     | 189            |
| 5.   | Wheeler Yuta      | 3     | 514            |
| 6.   | Samoa Joe         | 1     | 112            |
| 7.   | Daniel Garcia     | 1     | 94 jours       |
| 8.   | A.J. Styles       | 1     | 69             |
| 9.   | Jay Lethal        | 1     | 63             |
| 10.  | Katsuyori Shibata | 1     | 239 jours      |
| 11.  | Doug Williams     | 1     | 42             |
| 12.  | Bryan Danielson   | 1     | 0              |